# Beřkovští ze Šebířova
Beřkovští ze Šebířova byli staročeský vladycký rod, o němž se první zmínky objevují v 15. století. Psali se podle Šebířova na Táborsku a Dolních Beřkovic na Mělnicku, kde vlastnili ještě další statky a krátký čas také drželi Kokořín.

## Historie

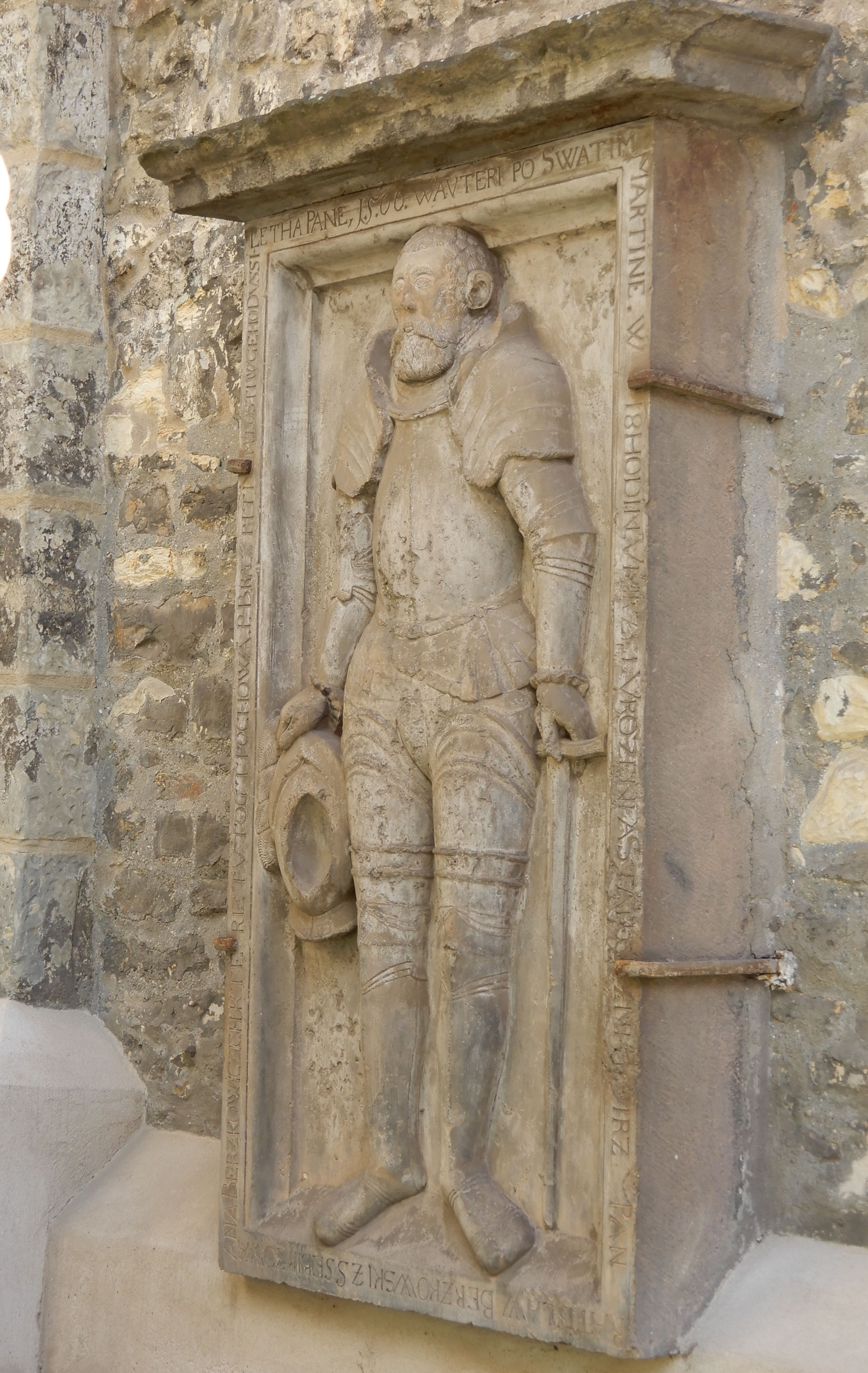
Radslav II. Beřkovský ze Šebířova († 1560), náhrobek při kostele sv. Jindřicha na Novém Městě pražském

Rod byl pravděpodobně založen v Šebířově u Tábora, své příjmení získal podle Beřkovic na Mělnicku. První zmínky pocházejí z 15. století, kdy je v roce 1457 uváděn nejstarší známý příslušník rodu, Radslav I. Beřkovský ze Šebířova (* 1476 – 13. listopadu 1537), coby válečník. Získal panství Mirovice a zakoupil Počaply a Liběchoc. Radslav ze Šebířova měl tři syny: Radslava, Petra a Jindřicha.
Prvorozený Radslav II. byl nejvýznamnějším členem rodu. Za panování jagellonských králů v českých zemích rázně vystupoval jako obhájce nižší šlechty proti městům i vyšší šlechtě. Prosadil se v politice zastával funkci nejvyššího písaře a do konce života. Koupil panství Liběchov. Zemřel v roce 1560 v Praze a byl pohřben na hřbitově u kostela sv. Jindřicha na Novém Městě pražském. Dochovala se jeho náhrobní deska, která byla po zrušení hřbitova vsazena do severní stěny kostela. 
Beřkovští drželi statky především na Mělnicku (Dolní Beřkovice, Liběchov, Libčeves a další). Roku 1522 si bratři Hynek a Jan dělili dědictví, Hynek získal Kokořín a Jan Beřkovice. Rod v té době měl statky i na Benešovsku a Humpolecku. další členové rodiny se usadili ve Slezsku.
Jaroslav Beřkovský ze Šebířova ve druhé polovině 16. století sloužil legátovi polského krále a cestoval v jeho službách po jihovýchodní Evropě, nejdále se podíval do Cařihradu, kde působil delší dobu u dvora.
Během třicetileté války byly utrakvistickým příslušníkům rodu některé statky zkonfiskovány. Jeden z posledních příslušníků rodu, Albrecht Eusebius bojující na švédské straně, padl roku 1636. Jan Jaroslav († 1700) v roce 1664 zdědil Hrobčice, byl posledním mužským potomkem rodiny, jím rod vymřel po meči 
Jejich statky převzali Lobkovicové.

## Erb

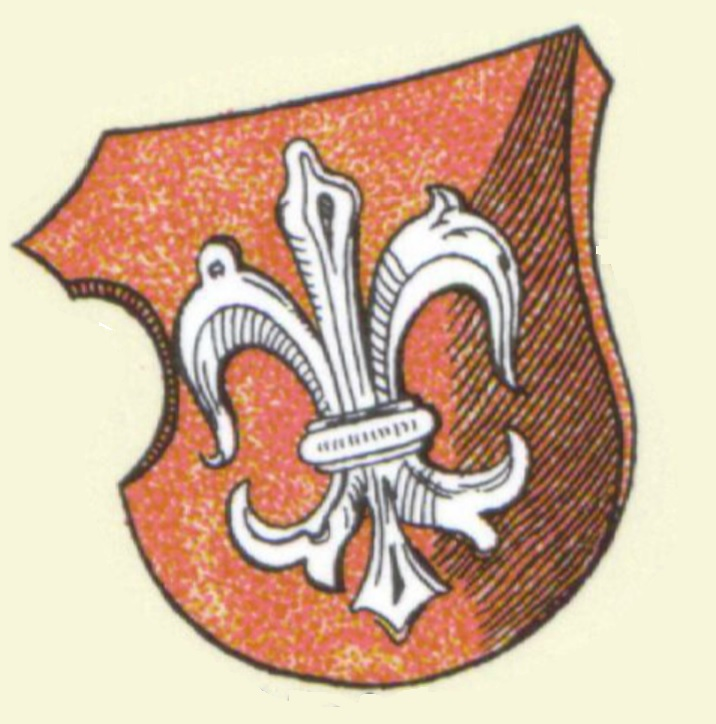
Erb Beřkovských ze Šebířova

V červeném poli se skvěla stříbrná lilie, nad přilbicí vlál tatarský typ klobouku.

## Příbuzní
Sňatky byli spřízněni se Smiřickými, s pány z Vřesovic, Vančury, Zvířetickými z Lemberka a Zvířetickými z Vartenberka, Kaplíři ze Sulevic, Voračickými z Paběnic a dalšími, méně významnými rody.